# بطولة الأمم الرئيسية 1939
بطولة الأمم الرئيسية 1939 (بالإنجليزية: 1939 Home Nations Championship)‏ هو الموسم 52 من بطولة الأمم الرئيسية. كان عدد الأندية المشاركة فيه 4، وفاز فيه منتخب إنجلترا الوطني لاتحاد الرغبي، ومنتخب ويلز الوطني لاتحاد الرغبي، ومنتخب أيرلندا الوطني لاتحاد الرغبي.